# Zlatý míč FIFA 2010
Zlatý míč FIFA pro nejlepšího fotbalistu světa za rok 2010 získal Argentinec Lionel Messi, držitel Zlatého míče France Football z roku 2009. Až za ním skončili španělští mistři světa Andrés Iniesta a Xavi. Nejlepší hráčkou ženského fotbalu se stala Marta Vieira da Silva z Brazílie. Nejlepším trenérem byl zvolen Portugalec José Mourinho a nejlepší trenérkou Němka Silvia Neidová. Cenu Ference Puskáse získal turecký hráč Hamit Altıntop.
Slavnostní ceremoniál se konal v Curychu 11. ledna 2011.

## Výsledky hlasování
| Pořadí | Jméno                  | Stát              | Klub                       | Procenta hlasů |
| ------ | ---------------------- | ----------------- | -------------------------- | -------------- |
| 1.     | Lionel Messi           | Argentina         | FC Barcelona               | 22,65 %        |
| 2.     | Andrés Iniesta         | Španělsko         | FC Barcelona               | 17,36 %        |
| 3.     | Xavi                   | Španělsko         | FC Barcelona               | 16,48 %        |
| 4.     | Wesley Sneijder        | Nizozemsko        | FC Inter Milán             | 14,48 %        |
| 5.     | Diego Forlán           | Uruguay           | Atlético Madrid            | 7,61 %         |
| 6.     | Cristiano Ronaldo      | Portugalsko       | Real Madrid                | 3,92 %         |
| 7.     | Iker Casillas          | Španělsko         | Real Madrid                | 2,90 %         |
| 8.     | David Villa            | Španělsko         | Valencia CF / FC Barcelona | 2,25 %         |
| 9.     | Didier Drogba          | Pobřeží slonoviny | Chelsea FC                 | 1,68 %         |
| 10.    | Xabi Alonso            | Španělsko         | Real Madrid                | 1,52 %         |
| 11.    | Carles Puyol           | Španělsko         | FC Barcelona               | 1,43%          |
| 12.    | Samuel Eto'o           | Kamerun           | FC Inter Milán             | 1,37%          |
| 13.    | Mesut Özil             | Německo           | Real Madrid                | 1,21%          |
| 14.    | Arjen Robben           | Nizozemsko        | FC Bayern Mnichov          | 1,16%          |
| 15.    | Thomas Müller          | Německo           | FC Bayern Mnichov          | 0,91%          |
| 16.    | Bastian Schweinsteiger | Německo           | FC Bayern Mnichov          | 0,75%          |
| 17.    | Maicon                 | Brazílie          | FC Inter Milán             | 0,57%          |
| 18.    | Asamoah Gyan           | Ghana             | Sunderland                 | 0,46%          |
| 19.    | Júlio César            | Brazílie          | FC Inter Milán             | 0,22%          |
| 20.    | Cesc Fàbregas          | Španělsko         | Arsenal FC                 | 022,%          |
| 21.    | Miroslav Klose         | Německo           | FC Bayern Mnichov          | 0,19%          |
| 22.    | Philipp Lahm           | Německo           | FC Bayern Mnichov          | 0,05%          |
| 23.    | Dani Alves             | Brazílie          | FC Barcelona               | 0,05%          |